# クエチアピン
クエチアピン（英語: Quetiapine）は、ジベンザゼピン（ジベンゾチアゼピン）系の非定型抗精神病薬の一つである。国内外で商品名セロクエル (Seroquel) として販売される。日本での適応は統合失調症である。アメリカ合衆国では双極性障害にも適応があり気分安定薬として用いられる。
徐放錠タイプのクエチアピンフマル酸塩（商品名セロクエルXR、日本名:ビプレッソ徐放錠）が販売され、2017年に適応は「双極性障害におけるうつ症状の改善」として承認を得た。
薬事法における劇薬。糖尿病には禁忌である。

## 開発と販売
クエチアピンはゼネカ（現:アストラゼネカ）が開発した。日本ではアステラス製薬（2005年3月末までは藤沢薬品工業）がアストラゼネカからのライセンスを元で製造販売されている。
セロクエル錠は2000年12月に承認され、2001年2月に発売、2009年11月に200mg錠が発売された。2012年12月に後発医薬品が発売された。
ビプレッソ徐放錠は2017年7月に承認され、同年10月に発売。ただし発売元はジェネリック医薬品メーカーの共和薬品工業が担当する。また2023年4月1日をもってアステラスから共和へ製造継承される事となった。

## 適応
日本における適応は統合失調症に限られていたが、2017年には双極性障害におけるうつ状態の改善に対する効果も認められた。
アメリカ合衆国では、統合失調症に加え、双極性障害の躁病相とうつ病相と、それらの相を予防する維持期においても承認されている。

### 認知症ガイドライン
2013年の厚生労働省による認知症の周辺症状へのガイドラインでは、第一選択は非薬物介入が原則であり、処方時には患者・保護者に承諾を取るべきであるとしている。日本医師会、日本老年医学会による高齢者向けガイドラインでは、必要最小限の使用が推奨される。

### 種類
| クエチアピン製剤群 | 剤形   | 製品名                       | 用量                             |
| ------------------ | ------ | ---------------------------- | -------------------------------- |
| 通常錠（即放錠）   | 錠剤   | セロクエル                   | 25mg, 100mg, 200mg               |
| 通常錠（即放錠）   | 錠剤   | クエチアピン（ジェネリック） | 12.5mg, 25mg, 50mg, 100mg, 200mg |
| 徐放錠（XR）       | 徐放錠 | ビプレッソ徐放錠             | 50mg, 150mg                      |
| 細粒               | 細粒   | 共通                         | 50%                              |

日本での包装例

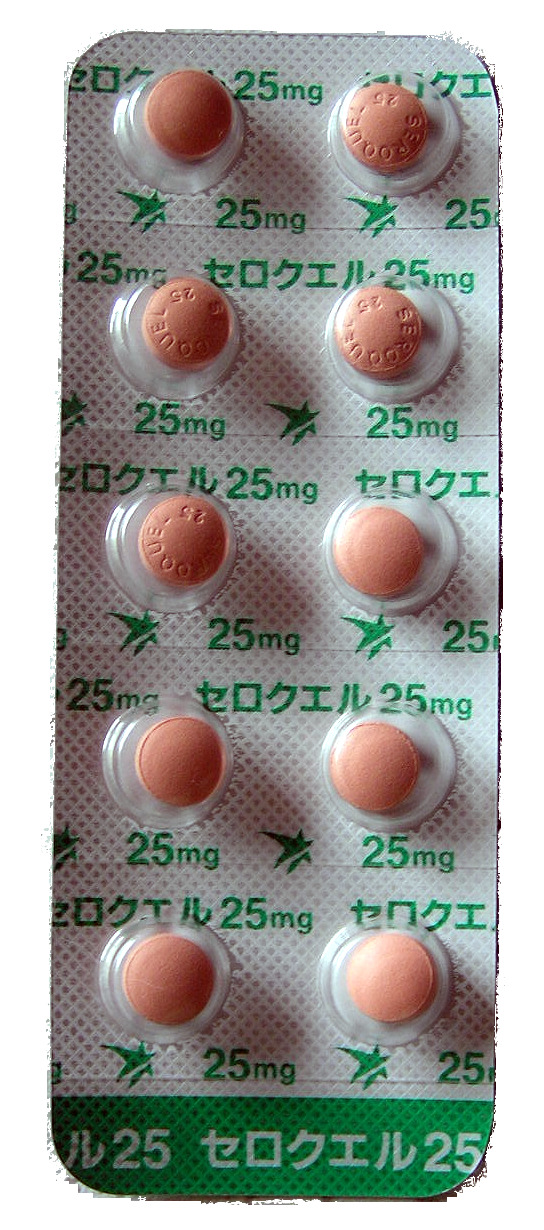
セロクエル25mg錠
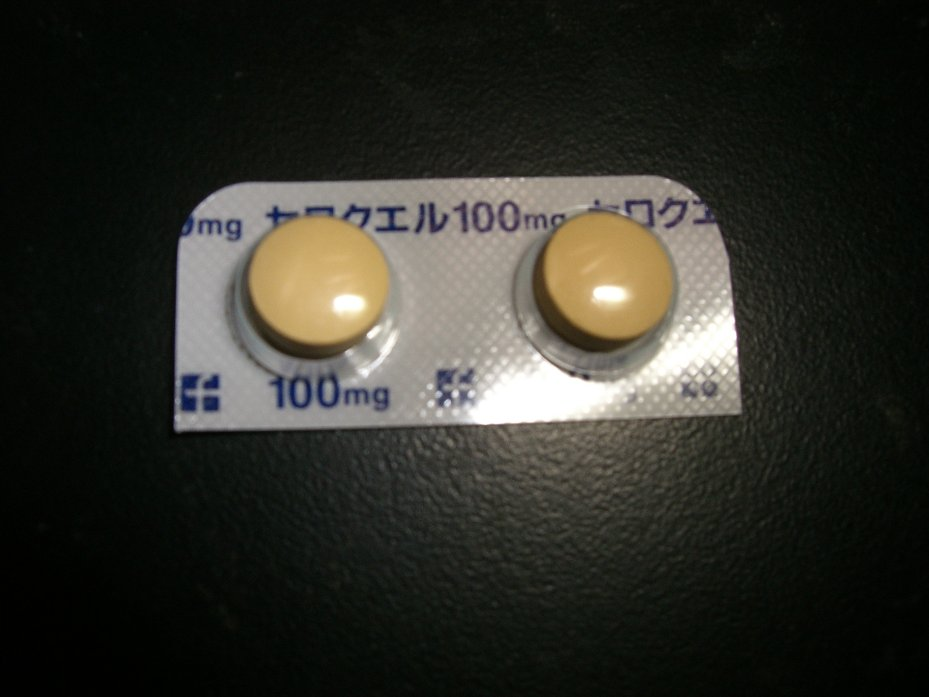
セロクエル100mg錠、表面。フィルムコート錠、うすい黄色、錠剤表面に「SEROQUEL100」の表記。
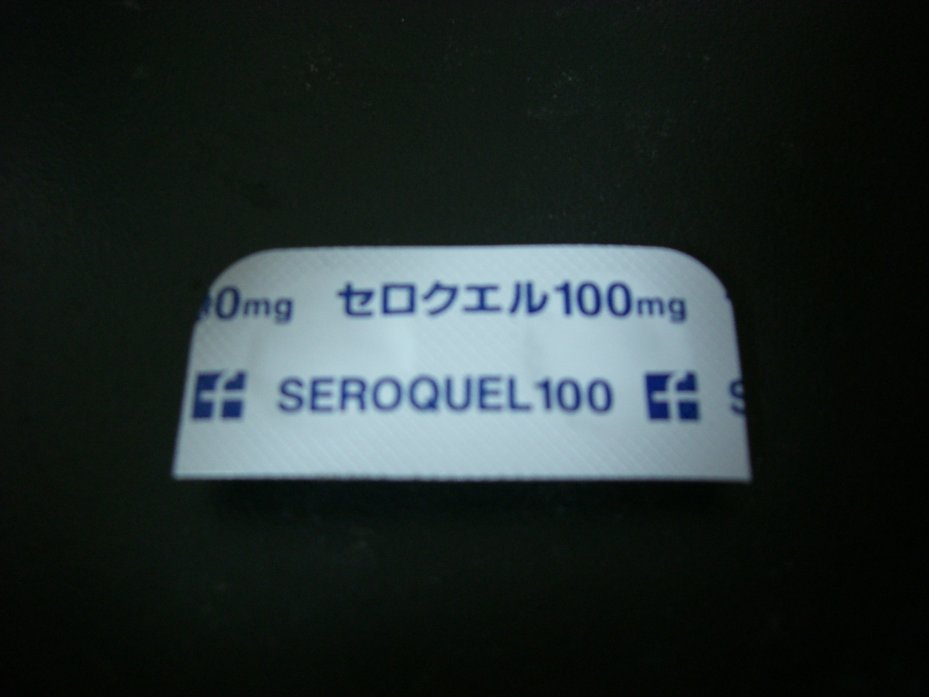
セロクエル100mg錠、裏面。

## 薬理
クエチアピンは、ジベンゾチアゼピン系に分類される非定型抗精神病薬であり、ドーパミンD2受容体に比較して、セロトニン5-HT2受容体拮抗作用が強いのが特徴である。クエチアピンは、それら2つの受容体に対し高い親和性を有している。ヒスタミンH1受容体・アドレナリンα1、α2・セロトニン5-HT1A・ドーパミンD1受容体に対しても、低い親和性を有している。ムスカリン受容体・ベンゾジアゼピン受容体には、ほとんど親和性がない。クエチアピンの抗精神病薬作用は、ドーパミンD2受容体への拮抗作用によるものと考えられている。セロトニン5HT2受容体拮抗作用もまた、クエチアピンの有効性に影響している可能性がある。

## 代謝
主に肝臓のCYP3A4で代謝される。

## 副作用
糖尿病患者、糖尿病既往歴のある患者には禁忌である。添付文書の警告表示枠に、投与中に糖尿病性の副作用から死亡する場合があるため、血糖値測定等の十分な観察を行うよう記載されている。血縁者に糖尿病患者がいる場合にも慎重投与とする。
なお、血糖値上昇のみでなく、癌患者への投与時において低血糖を発症する場合があることが示唆されている。
その他の主な副作用は、錐体外路症状（薬剤性パーキンソン症候群）。アカシジア、不眠、神経過敏、眠気、倦怠感、不安、めまい、体重増加、体重激減、起立性低血圧など。長期間の服用により、糖尿病、遅発性ジスキネジアが起きる可能性もある。

### 重大な副作用
2019年4月の、厚生労働省医療・生活衛生局発行の「医薬品・医療機器等安全性情報 No.362」により、クエチアピンフマル酸塩について、下記の重大な副作用の項目が追加改訂された。
- セロクエル25mg錠、同100mg錠、同200mg錠、同細粒50％（アステラス製薬株式会社） 他
- ビプレッソ徐放錠50mg、同徐放錠150mg（アステラス製薬株式会社）

## 禁忌
- 昏睡状態の患者
- 中枢神経抑制剤の強い影響下にある患者
- バルビツール酸誘導体等の中枢神経抑制剤の強い影響下にある患者 - 中枢神経抑制作用が増強される。
- アドレナリンを投与中の患者
- 糖尿病の患者、あるいは糖尿病の既往歴のある患者

## 訴訟
アストラゼネカは、アメリカ合衆国で、セロクエルを高齢者や、死亡リスクを高める小児への適応外使用を勧める違法なマーケティングを行い、2010年、5.2億ドルの罰金が科された。適応外とされた疾患は以下のとおりである。攻撃性、アルツハイマー病、アンガーマネイジメント（怒りの制御）、不安、注意欠陥多動性障害、双極性障害の寛解維持、認知症、うつ状態、気分障害、外傷後神経症、不眠。